# Henrijev kineski kesten
Henrijev kineski kesten (lat. Castanea henryi)  je veliko stablo u rodu pitomog kestena. Vrsta je kineski endem koju je u SAD donio iz Azije 1935. godine Cason J. Callaway iz Callaway Gardena u Hamiltonu, Georgia, kao dio USDA-ovog programa istraživanja i uvoza biljaka. Mnoge donesene sorte kestena bile su pogođene azijskom kestenovom osicom. Jedina je iznimka bila Castanea henryi, za koju se čini da nije pogođena ovom bolešću. Od tada se koristi za križanje kako bi se proizvela bolja građa i stabla za proizvodnju orašastih plodova.

## Ime
Ime vrste henryi dana je u počast dr. Augustinu Henryju, irskom liječniku. Tečno je govorio kineski, a dio njegovog posla uključivao je i sakupljanje ljekovitog bilja.

## Opis
Njegovo izvorno stanište uključuje planinske padine u mješovitim šumama. Ovo veliko stablo doseže visinu do 90 stopa s promjerom debla do 9 stopa. Preferira dobro drenirano kiselo ilovasto tlo, ali se može uzgajati i na nutritivno siromašnim tlima. Dobro podnosi vruća ljeta. Vrlo je otporan na endotiju i medonosnu gljivu. Mirisni cvjetovi cvjetaju ljeti na novom rastu. Prate ih bodljikavi zeleni plodovi kestena koji ostaju na stablu do jeseni, kada će pasti na tlo i otvoriti se, a hrana su za divlje životinje poput vjeverica i jelena, kao i za ljude. Sve što se ne pojede ili pokupi na  može proklijati.